# Božejov
Božejov (en allemand : Boschejow) est un bourg (městys) du district de Pelhřimov, dans la région de Vysočina, en République tchèque. Sa population s'élevait à 629 habitants en 2020.

## Géographie
Božejov se trouve à 10 km au sud-ouest de Pelhřimov, à 32 km à l'ouest de Jihlava et à 95 km au sud-est de Prague.
La commune est limitée au nord par Ústrašín, à l'est par Libkova Voda et Vlásenice-Drbohlavy (quartier exclavé de la ville de Pelhřimov), au sud par Častrov et à l'ouest par Střítež.

## Histoire
La première mention écrite du village date de 1352.